# Riedenburger Brauhaus
Das Riedenburger Brauhaus ist eine Brauerei im niederbayerischen Riedenburg im Altmühltal. Mit rund 30 Mitarbeitern wird ein Bierausstoß von ca. 30.000 Hektolitern jährlich erzielt. Das Bier wird deutschlandweit und in 17 Länder weltweit vertrieben. Seit 1994 braut die Brauerei ausschließlich nach rein ökologischen Gesichtspunkten.

## Geschichte
1756 kaufte der aus Deggendorf stammende Wolfgang Krieger den Eselsbräu in Riedenburg. Sein Nachfahre Michael Krieger erwarb 1866 den Mäuslbräu in Riedenburg, der bald unter dem Namen Unterkrieger bekannt wurde. Die Produktion von Weißbier begann 1893, damit gehörte die Brauerei zu den ersten Brauereien die mit der Produktion von Weizenbieren begannen. Unter dem damaligen Namen Brauerei Unterkrieger wurde das Riedenburger Weizen zum Marktführer in der Region.
1989 begann das Unternehmen, seine Produktion nach ökologischen Richtlinien (Bioland) auszurichten. 1994 stellte die Brauerei ihre Produktion komplett auf Bio um und war somit die erste Brauerei Bayerns, die rein nach ökologischen Richtlinien braute. Dabei werden für die Bierherstellung selbstverständlich ausschließlich Rohstoffe aus ökologischem Anbau verwendet.

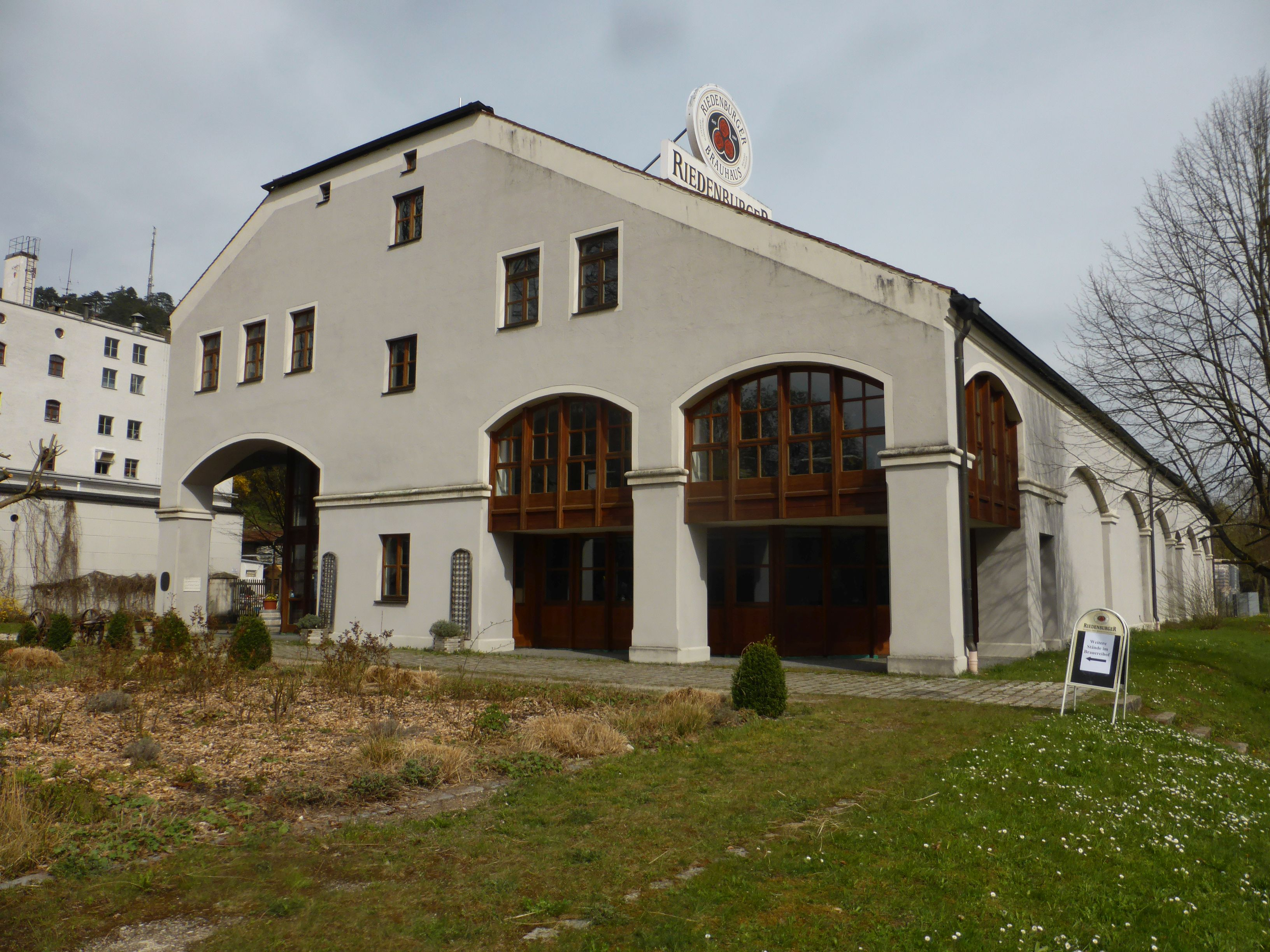
Riedenburger Brauhaus

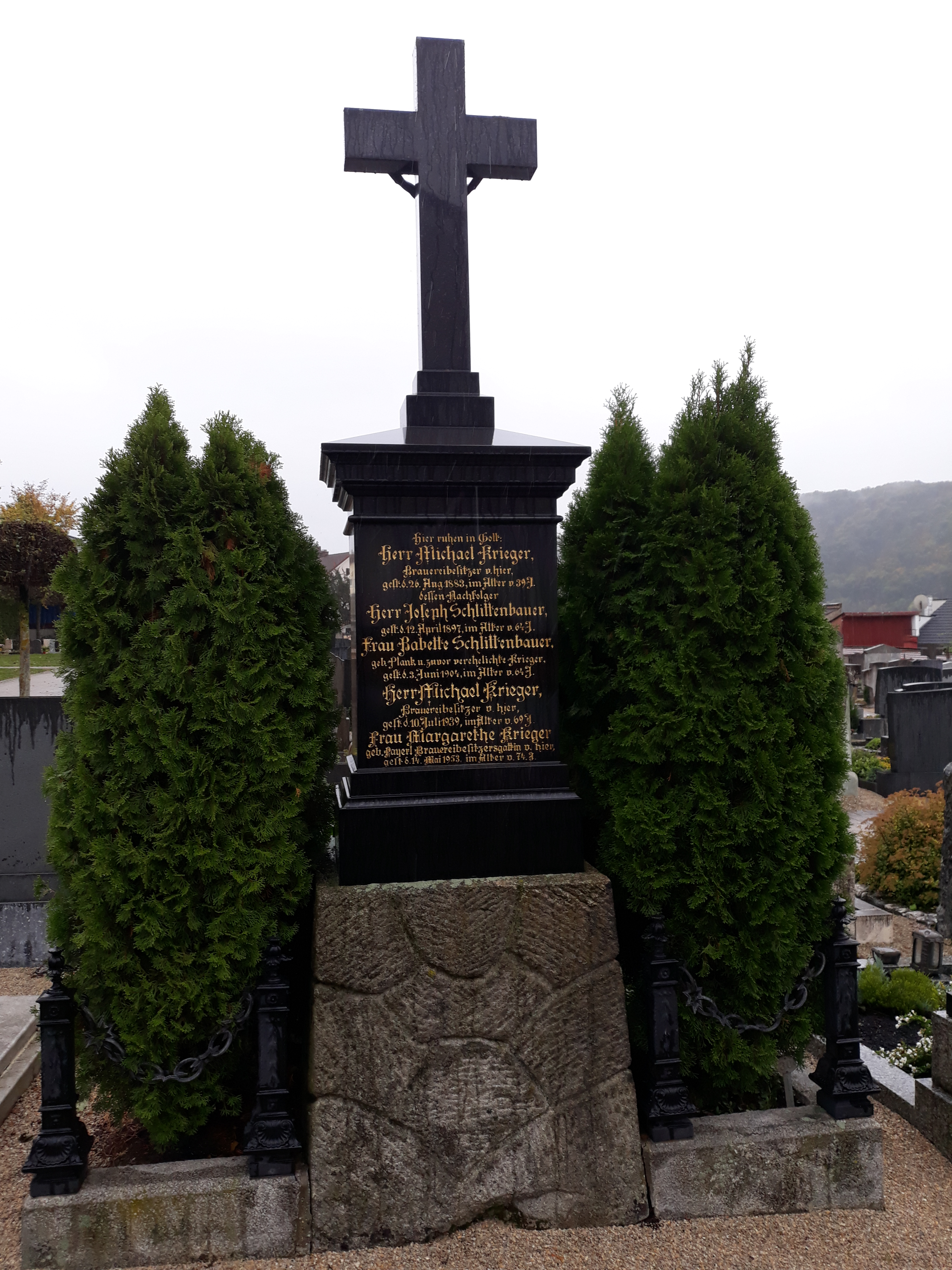
Familiengrab der Brauerfamilie Krieger, seit fünf Generationen Inhaber der Brauerei, auf dem Friedhof Riedenburg.

Seit 1997 verzichtet die Brauerei auf die Filtration ihrer Biere, um diese in ihrer Natürlichkeit zu belassen. 1997 wurde außerdem eine Kooperation mit dem Kloster Plankstetten geschlossen. Seither verwendet das Riedenburger Brauhaus Gerste, Dinkel, Weizen, Einkorn und Emmer aus der ökologisch zertifizierten Landwirtschaft des Klosters.
Das Riedenburger Brauhaus ist einer der wenigen Hersteller von Bieren mit den alten Getreidesorten Einkorn und Emmer.

## Biersorten
Alkoholfreie Biere
RIED. Dinkel Alkoholfrei
RIED. Dinkel Malz Alkoholfrei
RIED. Dinkel Radler Alkoholfrei
RIED. Weizen Alkoholfrei
RIED. Alkoholfrei
Alkoholfreie Getränke
PURE Holunder-Ingwer (Biolimo)
PURE Bitter Orange (Biolimo)
PURE Kirsche-Aronia (Biolimo)
PURE Rhabarber-Cassis (Biolimo)
Plankstettener Apfelschorle
Saisonbiere
RIED. Dolden Sommer Sud
Plankstettener MAIBOCK
Weizendoppelbock
Weihnachtsfestbier
Frischer Traum
Craft-Biere
RIED. Dolden Sud IPA
RIED. Dolden Dark
RIED. Dolden Bock
RIED. Dolden Null
RIED. Dolden Hell
Standardsorten
RIED. Ur-Helles
Plankstettener Spezial
RIED. Pilsner  :
Plankstettener Dunkles
Viva Bavaria Festbier
Urgetreidebiere
RIED. Einkorn Edelbier
RIED. 5-Korn Urbier
Plankstettener Dinkel
RIED. Glutenfrei
Emmer
Weizenbiere
RIED. Weizen Hell
RIED. Ur-Weizen
RIED. Weizen Leicht
RIED. Michaeli-Dunkel   

## Sonstiges
Die Brauerei ist Mitglied im Brauring, einer Kooperationsgesellschaft privater Brauereien aus Deutschland, Österreich und der Schweiz.